# Seldeneck (Adelsgeschlecht)

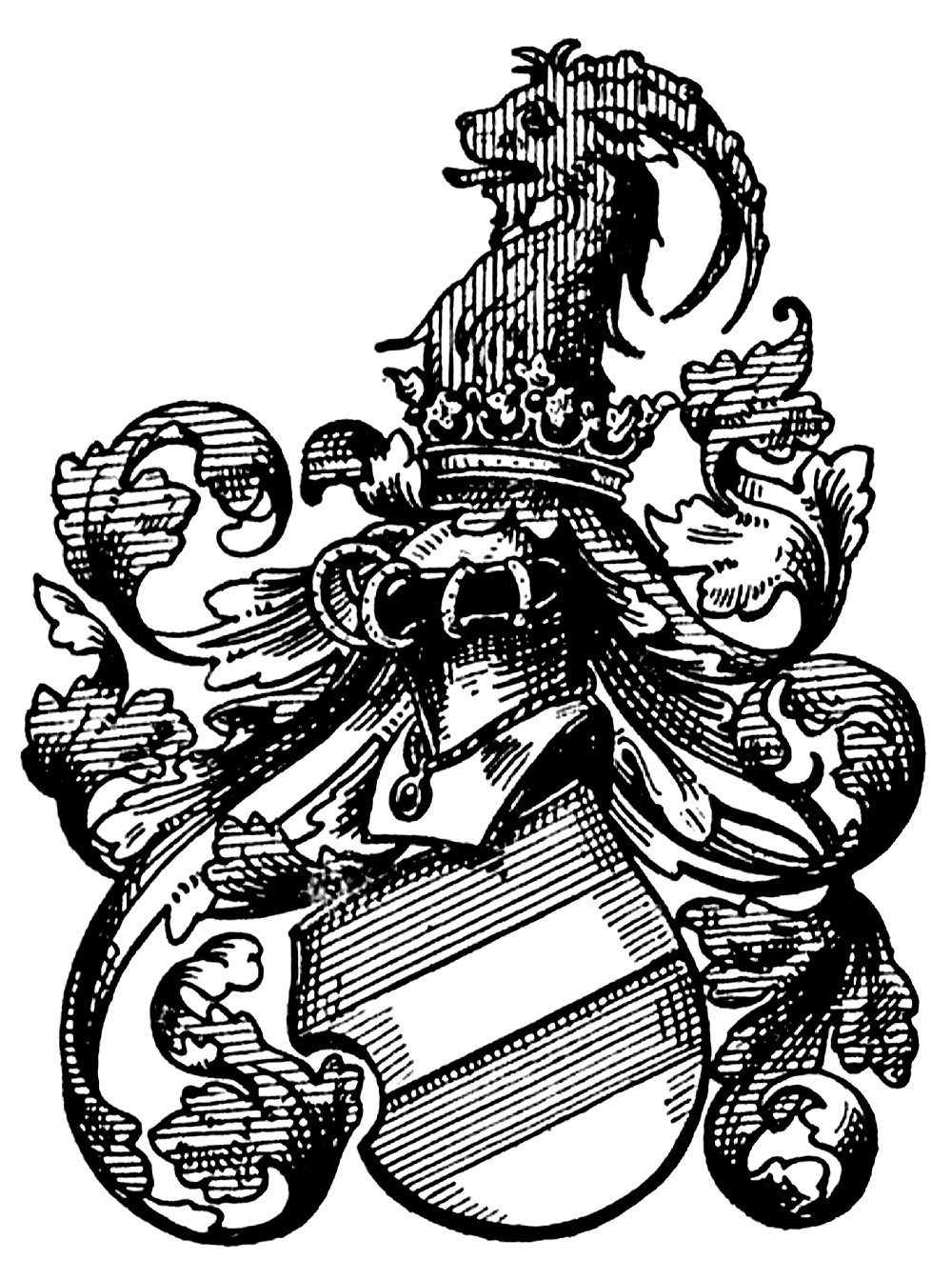
Wappen derer Freiherren von Seldeneck

Die Freiherren von Seldeneck sind ein evangelisches Adelsgeschlecht, das aus einer morganatischen Beziehung zwischen Wilhelm Ludwig von Baden-Durlach, dem Bruder des Markgrafen Karl Friedrich von Baden-Durlach und der Christine Wilhelmine Franziska Schortmann hervorging. Sie hat keinerlei Bezug auf das Fränkische Adelsgeschlecht derer von Seldeneck. Von ihnen erhielten sie lediglich Namen und Wappen.

## Geschichte

### Das ursprüngliche Geschlecht derer von Seldeneck

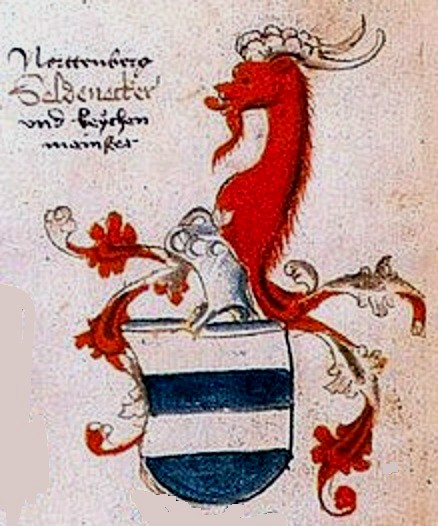
Wappen der ursprünglichen Herren von Seldeneck – Silber und blau geteilt; beim Freiherrenwappen wurden die Farben gespiegelt

Das Geschlecht wird 1158 mit Engelhardt von Bebenburg erwähnt, der als Stammvater des älteren Geschlechts der von Seldeneck gilt. Sie waren stammesverwandt mit den Herren von Stollberg, Nordenberg und den Küchenmeistern von Rothenburg. Das fränkische Rittergeschlecht der von Seldeneck hatte bis 1538 von den Pfalzgrafen bei Rhein das Amt eines Reichsküchenmeisters zu Lehen erhalten.
Die Burg Seldeneck, heute Ruine, befindet sich ca. 5 km nördlich von Rothenburg ob der Tauber am Westufer der Tauber. Der Seldeneck ist Teil der Stadt Creglingen.
Von 1350 bis ca. 1450 gehörten diesem Geschlecht große Teile der Zent Bartenstein. Aus dieser Zeit sind folgende Personen bekannt:
- Leopold von Seldeneck ca. 1350 bis 1379
- Fritz von Seldeneck zu Bartenstein 1379 bis 1397
- Hans von Seldeneck zu Bartenstein der Ältere 1397- ca. 1419
- Hans von Seldeneck zu Bartenstein der Jüngere (Sohn), genannt 1419
- Johann von Seldeneck zu Bartenstein der Ältere, genannt 1414
- Johann von Seldeneck zu Bartenstein der Jüngere, genannt 1414
- Leopold von Seldeneck  zu Bartenstein ca. 1420–1450
- Fritz von Seldeneck, genannt 1445

Ihre Besitzungen gingen zwischen 1440 und 1450 an Kraft und Albrecht von Hohenlohe über.
Das Geschlecht starb mit Philipp von Seldeneck 1561 in der männlichen Linie aus.

### Wiederbelegung des Namens
Markgraf Karl Friedrich erhob die morganatische Ehefrau seines Bruders Wilhelm Ludwig, der aus Balingen stammenden Tochter eines herzoglich württembergischen Kastellans, Wilhelmine Christine Schortmann (1740–1804) und deren beider Kinder am 27. Januar 1777 in den Adelsstand und verlieh ihr Namen und Wappen des untergegangenen Rittergeschlechts der Seldeneck.
Die Familie Seldeneck besaß Anteile an den Orten Bötzingen, Oberschaffhausen und Gottenheim, sowie das Majorat Mühlburg. 1770 gründete Wilhelm Ludwig die Mühlburger Brauerei, die nach dem Tode Wilhelm Ludwigs bis 1804 durch seine Frau und später bis zum Verkauf 1921 unter Kontrolle der Familie Seldeneck blieb.
Ihrer beider Sohn Ludwig Wilhelm von Seldeneck heiratete 1795 Auguste Adelheid Freiin von Bothmer. Diese wurden Eltern von zehn Söhnen und damit Stammeltern eines weitverzweigten adligen Familienclans.

## Namensträger

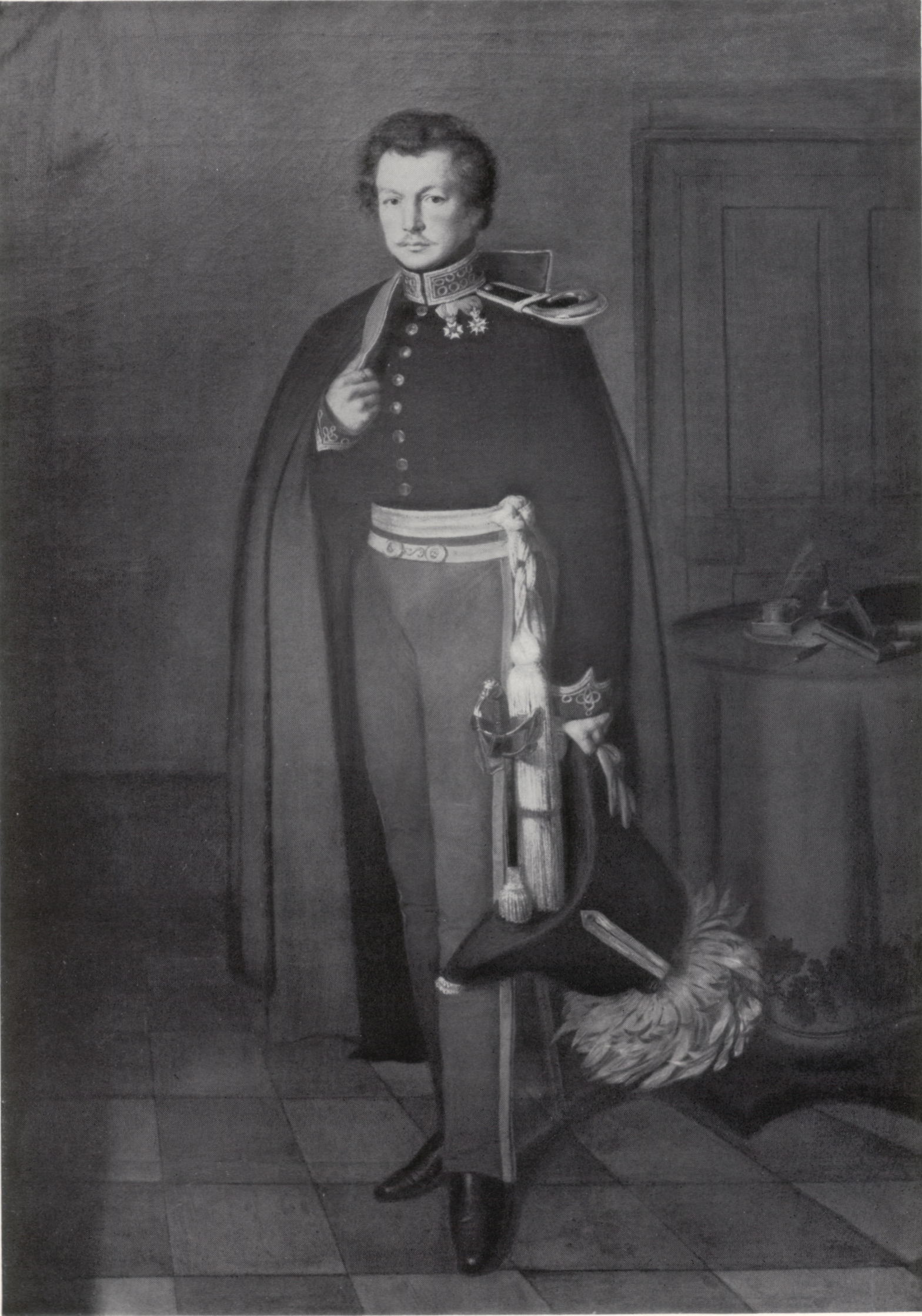
Wilhelm Freiherr von Seldeneck als Offizier (1827)

- Wilhelm Ludwig (1766–1826), Freiherr von Seldeneck; Stammvater der neueren Seldeneck; Großherzoglich badischer Geheimrat und Oberstallmeister
- Wilhelm von Seldeneck (1849–1925), Bierbrauer in Karlsruhe